# Установа културни центар Смедеревска Паланка
| Установа културни центар Смедеревска Паланка |                                                                      |
|                                              |                                                                      |
| Оснивач:                                     | Општина Смедеревска Паланка                                          |
| Основан:                                     | 2009.                                                                |
| Седиште:                                     | Трг хероја 1, · Смедеревска Паланка Србија                           |
| Веб презентација                             | http://www.kcpalanka.rs/ Архивирано на веб-сајту (10. новембар 2018) |
| Контакт:                                     | 026/317-249                                                          |

Установа културни центар Смедеревска Паланка је установа културе, основан је 2009. године, проширивањем делатности Градског позоришта. 
У оквиру Установе функционишу три организационе јединице, Позориште, Биоскоп и Канцеларија за младе, поседује две сале – позоришну и биоскопску. Осим редовних програма у продукцији Културног центра, сваке године у позоришној сали, у организацији других установа културе, школа, Културно-уметничких друштава итд. изводи се велики број манифестација.

## Позориште
Као почетак позоришног аматеризма у Паланци узима се 1905. година када је изведена представа „Јазавац пред судом”. Паланка је била и дугогодишњи домаћин, а позориште организатор Фестивала драмских аматера Југославије, Фестивала драмских аматера Србије, Фестивала нових театарских форми аматера Србије. Од пре десет година, Градско позориште Паланка је организатор Фестивала драмског стваралаштва деце „Враголасте позориштарије”. Однедавно, у позоришту постоји луткарска сцена „Сцена Лутка”.
Позориште је добитник многих друштвених признања и награда: три Вукове награде, Орден заслуга за народ са сребрним зрацима, три Октобарске награде града Смедеревске Паланке...